# 豊里町 (茨城県)
豊里町（とよさとまち）は、かつて茨城県筑波郡に属していた町。1987年（昭和62年）11月30日に同郡谷田部町、大穂町、新治郡桜村の3町1村と合併して消滅した。

## 地理
筑波山南麓の比較的平坦な地形となっている。町西部を小貝川が流れる。筑波研究学園都市の一部を構成していた。

### 隣接していた自治体
- 筑波郡：谷田部町、大穂町
- 結城郡：石下町、千代川村
- 水海道市

## 沿革
- 1889年（明治22年）4月1日 町村制施行により、筑波郡上郷村（かみごうむら）が発足。
- 1933年（昭和8年） - 石下村との間に上郷橋が完成[1]。
- 1953年（昭和28年）11月3日 筑波郡上郷村が町制施行、上郷町に。
- 1955年（昭和30年）4月1日 筑波郡上郷町が旭村（大字要を除く）と合併、上郷町は豊里町と改称（大字要は大穂町と合併）。
- 1956年（昭和31年）9月30日 筑波郡吉沼村（一部）を大穂町と分割、編入。
- 1982年（昭和57年）11月6日 - 石下町との間に長峰橋が完成。長峰橋開通後旧上郷橋は取り壊された。[1][2]
- 1987年（昭和62年）11月30日 筑波郡谷田部町、大穂町、新治郡桜村の3町1村と合併してつくば市発足、豊里町消滅。

## 交通

### 道路
- 一般国道
  - 国道408号
- 主要地方道
  - 茨城県道24号土浦境線
  - 茨城県道53号豊里千代田線
- 一般県道
  - 茨城県道123号土浦岩井線
  - 茨城県道133号赤浜谷田部線
  - 茨城県道200号藤沢豊里線

## その他
- 豊里町の市外局番は029747であったが、つくば市内統一のため、1989年11月2日に0298（-47）へ変更を行った。